# Quatuor à cordes no 14 de Schubert
La Jeune Fille et la Mort
Pour les articles homonymes, voir La Jeune Fille et la Mort, Der Tod und das Mädchen et Quatuor à cordes no 14.

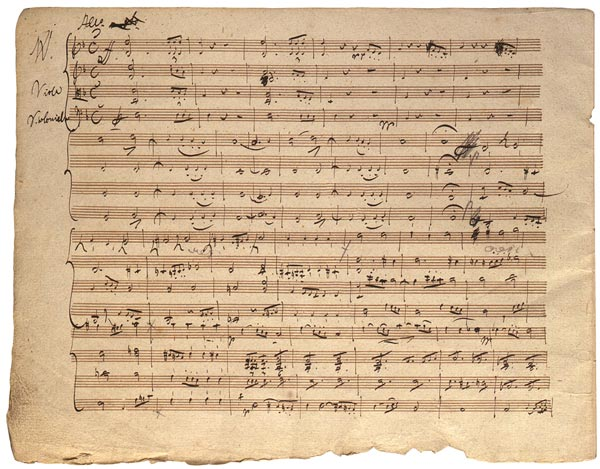
Manuscrit original de La Jeune Fille et la Mort, issu de la collection Mary Flagler Cary, Morgan Library, New York.

Le Quatuor à cordes en ré mineur (D. 810), dit « La Jeune Fille et la Mort », est une œuvre musicale de Franz Schubert. C'est le quatorzième quatuor à cordes qu'il a composé pour ce type de formation de chambre. Il l'a écrit à 27 ans, en mars 1824, soit quatre ans avant sa mort prématurée.

## Historique
Le quatuor tire son titre de son deuxième mouvement, l'andante, série de cinq variations sur le thème repris du lied D. 531 Der Tod und das Mädchen écrit par Schubert en 1817, à partir d'un poème de Matthias Claudius, et correspondant au moment où la jeune fille s'approche. Il est composé en mars 1824, presque simultanément au Quatuor en la mineur « Rosamunde », mais n'est en revanche pas joué avant 1826,,. 
La première audition de l'œuvre a lieu à titre privé le 29 janvier 1826, en présence de l'auteur. Elle est suivie d'une autre exécution le 1er février 1826 dans la demeure de Josef Barth, chanteur ami du compositeur, avec Ignaz Schuppanzigh au premier violon, à la suite de laquelle Schubert opère quelques retouches, comme la suppression d'une partie du premier mouvement, notamment. La partition est redonnée peu après, chez Franz Lachner, mais n'est publiée qu'en juillet 1831 chez Czerny, soit trois ans après la mort prématurée du compositeur,,,.

## Description

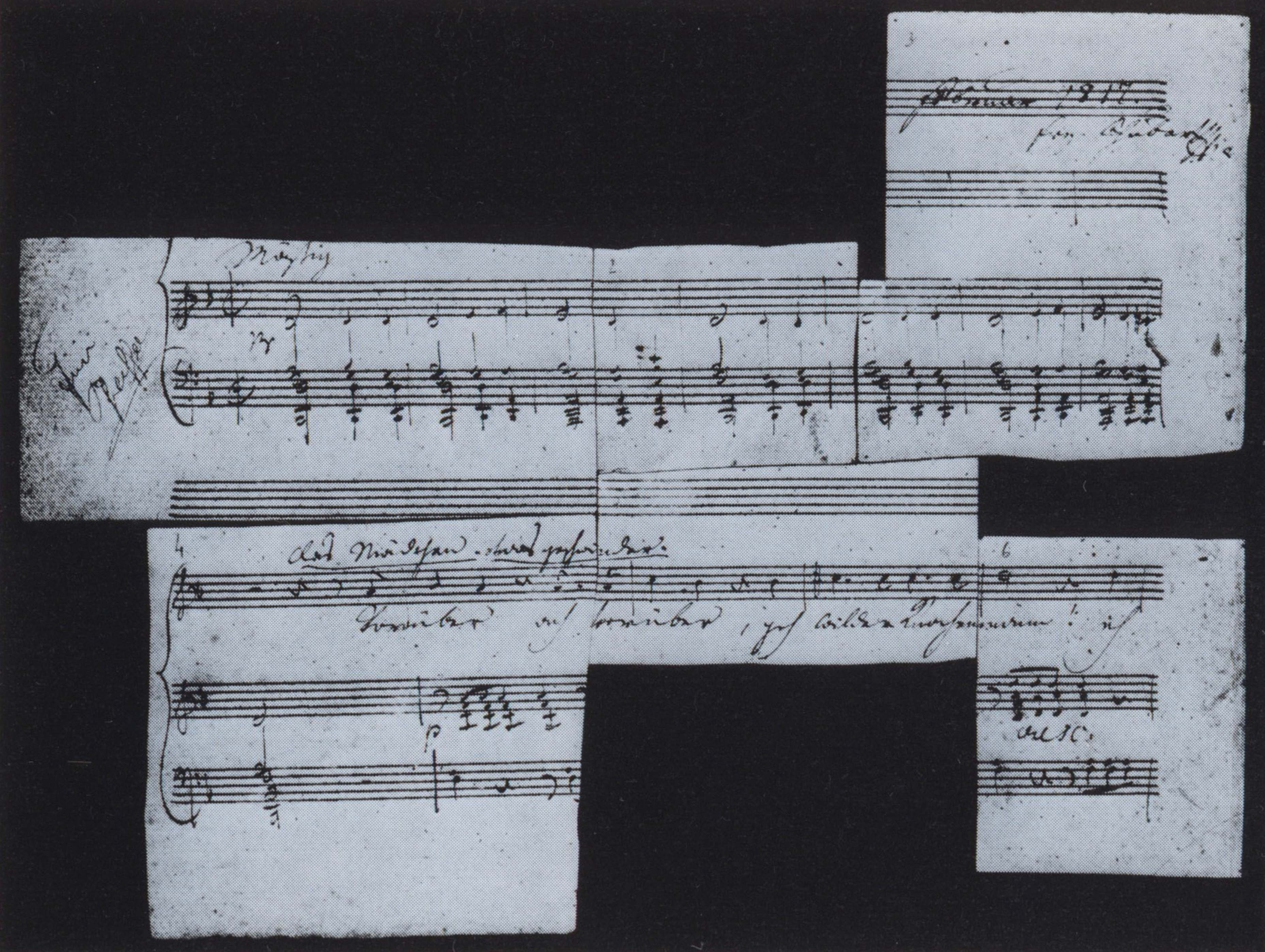
Manuscrit original du lied la Jeune Fille et la Mort.

Le Quatuor « la Jeune fille et la Mort », d'une durée moyenne d'exécution comprise entre trente-neuf et quarante-deux minutes environ, est constitué de quatre mouvements : 
- Allegro, à  (quatre temps) ;
- Andante con moto, à , en sol mineur ;
- Scherzo – allegro molto - Trio, à 
, en ré mineur ;
- Presto, à 
, en ré mineur.

Le deuxième mouvement, andante con moto, comporte cinq variations et sa tonalité (sol mineur, sous-dominante) est la même que celle du Roi des Aulnes, lied macabre du même compositeur, dont la mélodie apparaît dans d'autres passages du quatuor. Le troisième mouvement, le scherzo, est pour Brigitte Massin une danse macabre, prolongée par le dernier mouvement, le presto, constitué d'une tarentelle et de triolets de croches. Les deux derniers accords concluent de manière violente et définitive.  

## Postérité

### Au théâtre et au cinéma
La musique de ce quatuor est évoquée dans la pièce de théâtre La Jeune Fille et la Mort d'Ariel Dorfman et reprise dans le film La Jeune Fille et la Mort de Roman Polanski (1994), ainsi que dans Portrait de femme de Jane Campion (1996).